# Бофорова скала
Бофорова скала је скала за одређивање јачине ветра према његовим учинцима. Ову скалу је направио ирски контраадмирал и хидрограф Франсис Бофор 1805. године. Скала је подељена на 12 степени.

## Историја
Скалу је 1805. године осмислио ирски хидрограф Франсис Бофор (касније контраадмирал), официр Краљевске ратне морнарице, док је служио у ХМС Вулвичу. Скала која носи Бофортово име имала је дугу и сложену еволуцију од претходног рада других (укључујући Данијела Дефоа век раније) до када је Бофорт био морнарички хидрограф током 1830-их када је службено усвојена. Први пут коришћена током путовања ХМС Бигл под капетаном Робертом Фицројем који је касније успоставио прву метеоролошку службу (Met Office) у Британији дајући редовне временске прогнозе. У 18. веку поморски официри вршили су редовна проматрања времена, али није постојала стандардна скала, те су често бивали врло субјективни - „умерени ветрић“ једног човека могао би бити „лагани поветарац“ другог. Бофорт је успео да стандардизује скалу.
Почетна скала од тринаест класа (од нула до дванаест) није имала нумеричке брзине ветра, већ је повезала квалитативно стање ветра са ефектима на једра фрегате, тада главног брода Краљевске морнарице, од „таман толико да омогући навигацију“ до „оно што ниједно платнено једро није могло да издржи “.
Скала је постала стандард за бродске записе на бродовима Краљевске морнарице крајем 1830-их и прилагођена је непоморској употреби од 1850-их, с нумеричком скалом која одговара ротацијама посуда анемометра. Године 1853, Бофортова скала је прихваћена као опште применљива на Првој међународној метеоролошкој конференцији у Бриселу.
Године 1916, да би се прилагодили успону парних машина, описи су промењени да се односе на понашања мора, а не једра, и проширени на копнене опсервације. Ротације нумеричке скале су стандардизоване су тек 1923. Џорџ Симпсон,  (касније Сер Џорџ Симпсон), директор УК Метеоролошког уреда, био је одговоран за ово, као и за додавање копнених дескриптора. Мере су мало измењене неколико деценија касније како би се побољшала њихова корисност за метеорологе. Данас метеоролози обично изражавају брзину ветра у километрима или миљама на сат или, за потребе поморства и ваздухопловства, чворовима; али се терминологија Бофортове скале и даље понекад користи у временским прогнозама за поморски транспорт и издавању јавности оштрих временских упозорења.

### Проширена скала
Бофорова скала је проширена 1946. када су додате снаге од 13 до 17. Међутим, снаге од 13 до 17 је требало да се примењују само у посебним случајевима, попут тропских циклона. Данас се проширена скала користи само на Тајвану и у континенталној Кини, које су често погођене тајфунима. Међународно, WMO приручник за поморске метеоролошке услуге (издање из 2012.) дефинисао је Бофортову скалу само до снаге 12 и није било препорука за употребу проширене скале.
Брзина ветра на Бофортовој скали из 1946. заснива се на емпиријском односу:
где је v еквивалентна брзина ветра на 10 метара изнад површине мора и B је број Бофортове скале. На пример, B = 9,5 је повезан са 24,5 m/s што је једнако доњој граници „10 бофора“. Користећи ову формулу, најјачи ветрови урагана били би 23 на скали.
F1 торнада на Фујитовој и Т2 ТОРО скали такође почињу отприлике при крају 12. нивоа Бофортове скале, мада су независне скале. Вредности ветра на ТОРО скали су засноване на 3/2 закону снаге који повезује брзину ветра са Бофортовом силом.
Висине таласа у скали су за услове на отвореном океану, а не дуж обале.

## Табела Бофорове скале
| Степен (Bf)                                                               | Опис ветра         | Брзина ветра    | Макс. висина таласа | Главни учинци ветра на мору                                                             | Главни учинци ветра на копну                             | Фотографија мора | Застава упозорења |
| ------------------------------------------------------------------------- | ------------------ | --------------- | ------------------- | --------------------------------------------------------------------------------------- | -------------------------------------------------------- | ---------------- | ----------------- |
| 0                                                                         | Тишина             | < 1 km/h        | 0 m                 | Површина мора је као огледало                                                           | Дим се диже усправно увис                                |                  |                   |
| 0                                                                         | Тишина             | < 1 mph         | 0 m                 | Површина мора је као огледало                                                           | Дим се диже усправно увис                                |                  |                   |
| 0                                                                         | Тишина             | < 1 чвор        | 0 стопа             | Површина мора је као огледало                                                           | Дим се диже усправно увис                                |                  |                   |
| 0                                                                         | Тишина             | < 0,3 m/s       | 0 стопа             | Површина мора је као огледало                                                           | Дим се диже усправно увис                                |                  |                   |
| 1                                                                         | Лахор              | 1 – 5 km/h      | 0 – 0,2 m           | Мрешкање мора                                                                           | Смер ветра запажа се по диму                             |                  |                   |
| 1                                                                         | Лахор              | 1 – 3 mph       | 0 – 0,2 m           | Мрешкање мора                                                                           | Смер ветра запажа се по диму                             |                  |                   |
| 1                                                                         | Лахор              | 1 – 3 чвора     | 0 – 1 стопа         | Мрешкање мора                                                                           | Смер ветра запажа се по диму                             |                  |                   |
| 1                                                                         | Лахор              | 0,3 – 1,5 m/s   | 0 – 1 стопа         | Мрешкање мора                                                                           | Смер ветра запажа се по диму                             |                  |                   |
| 2                                                                         | Поветарац          | 6 – 11 km/h     | 0,2 – 0,5 m         | Мали таласи, кресте таласа су још прозирне и не ломе се                                 | Ветар се осећа на лицу, ветроказ се покреће              |                  |                   |
| 2                                                                         | Поветарац          | 4 – 7 mph       | 0,2 – 0,5 m         | Мали таласи, кресте таласа су још прозирне и не ломе се                                 | Ветар се осећа на лицу, ветроказ се покреће              |                  |                   |
| 2                                                                         | Поветарац          | 4 – 6 чворова   | 1 – 2 стопе         | Мали таласи, кресте таласа су још прозирне и не ломе се                                 | Ветар се осећа на лицу, ветроказ се покреће              |                  |                   |
| 2                                                                         | Поветарац          | 1,6 – 3,3 m/s   | 1 – 2 стопе         | Мали таласи, кресте таласа су још прозирне и не ломе се                                 | Ветар се осећа на лицу, ветроказ се покреће              |                  |                   |
| 3                                                                         | Слаб ветар         | 12 – 19 km/h    | 0,5 – 1 m           | Већи таласи, кресте таласа се почињу ломити                                             | Лишће и гранчице стално се њишу                          |                  |                   |
| 3                                                                         | Слаб ветар         | 8 – 12 mph      | 0,5 – 1 m           | Већи таласи, кресте таласа се почињу ломити                                             | Лишће и гранчице стално се њишу                          |                  |                   |
| 3                                                                         | Слаб ветар         | 7 – 10 чворова  | 2 – 3,5 стопе       | Већи таласи, кресте таласа се почињу ломити                                             | Лишће и гранчице стално се њишу                          |                  |                   |
| 3                                                                         | Слаб ветар         | 3,4 – 5,5 m/s   | 2 – 3,5 стопе       | Већи таласи, кресте таласа се почињу ломити                                             | Лишће и гранчице стално се њишу                          |                  |                   |
| 4                                                                         | Умерен ветар       | 20 – 28 km/h    | 1 – 2 m             | Мали таласи, беле кресте на врховима таласа                                             | Ветар подиже прашину и покреће мање гране                |                  |                   |
| 4                                                                         | Умерен ветар       | 13 – 18 mph     | 1 – 2 m             | Мали таласи, беле кресте на врховима таласа                                             | Ветар подиже прашину и покреће мање гране                |                  |                   |
| 4                                                                         | Умерен ветар       | 11 – 16 чворова | 3,5 – 6 стопа       | Мали таласи, беле кресте на врховима таласа                                             | Ветар подиже прашину и покреће мање гране                |                  |                   |
| 4                                                                         | Умерен ветар       | 5,5 – 7,9 m/s   | 3,5 – 6 стопа       | Мали таласи, беле кресте на врховима таласа                                             | Ветар подиже прашину и покреће мање гране                |                  |                   |
| 5                                                                         | Умерено јак ветар  | 29 – 38 km/h    | 2 – 3 m             | Умерени таласи, пуно белих крести на врховима таласа                                    | Тања лисната стабла почињу се њихати                     |                  |                   |
| 5                                                                         | Умерено јак ветар  | 19 – 24 mph     | 2 – 3 m             | Умерени таласи, пуно белих крести на врховима таласа                                    | Тања лисната стабла почињу се њихати                     |                  |                   |
| 5                                                                         | Умерено јак ветар  | 17 – 21 чвор    | 6 – 9 стопа         | Умерени таласи, пуно белих крести на врховима таласа                                    | Тања лисната стабла почињу се њихати                     |                  |                   |
| 5                                                                         | Умерено јак ветар  | 8 – 10,7 m/s    | 6 – 9 стопа         | Умерени таласи, пуно белих крести на врховима таласа                                    | Тања лисната стабла почињу се њихати                     |                  |                   |
| 6                                                                         | Јак ветар          | 39 – 49 km/h    | 3 – 4 m             | Велики таласи се стварају, беле кресте су посвуда                                       | Покрећу се велике гране, чује се зујање телефонских жица |                  |                   |
| 6                                                                         | Јак ветар          | 25 – 31 mph     | 3 – 4 m             | Велики таласи се стварају, беле кресте су посвуда                                       | Покрећу се велике гране, чује се зујање телефонских жица |                  |                   |
| 6                                                                         | Јак ветар          | 22 – 27 чворова | 9 – 13 стопа        | Велики таласи се стварају, беле кресте су посвуда                                       | Покрећу се велике гране, чује се зујање телефонских жица |                  |                   |
| 6                                                                         | Јак ветар          | 10,8 – 13,8 m/s | 9 – 13 стопа        | Велики таласи се стварају, беле кресте су посвуда                                       | Покрећу се велике гране, чује се зујање телефонских жица |                  |                   |
| 7                                                                         | Жесток ветар       | 50 – 61 km/h    | 4 – 5,5 m           | Ветар почиње да одувава пену са таласа низ ветар                                        | Њишу се цела стабла, ходање отежано                      |                  |                   |
| 7                                                                         | Жесток ветар       | 32 – 38 mph     | 4 – 5,5 m           | Ветар почиње да одувава пену са таласа низ ветар                                        | Њишу се цела стабла, ходање отежано                      |                  |                   |
| 7                                                                         | Жесток ветар       | 28 –33 чвора    | 13 – 19 стопа       | Ветар почиње да одувава пену са таласа низ ветар                                        | Њишу се цела стабла, ходање отежано                      |                  |                   |
| 7                                                                         | Жесток ветар       | 13,9 – 17,1 m/s | 13 – 19 стопа       | Ветар почиње да одувава пену са таласа низ ветар                                        | Њишу се цела стабла, ходање отежано                      |                  |                   |
| 8                                                                         | Олујни ветар       | 62 – 74 km/h    | 5,5 – 7,5 m         | Умерено високи таласи велике дужине, кресте таласа се ломе кружно, ветар носи пену      | Ветар ломи гране на дрвећу                               |                  |                   |
| 8                                                                         | Олујни ветар       | 39 – 46 mph     | 5,5 – 7,5 m         | Умерено високи таласи велике дужине, кресте таласа се ломе кружно, ветар носи пену      | Ветар ломи гране на дрвећу                               |                  |                   |
| 8                                                                         | Олујни ветар       | 34 – 40 чворова | 18 – 25 стопа       | Умерено високи таласи велике дужине, кресте таласа се ломе кружно, ветар носи пену      | Ветар ломи гране на дрвећу                               |                  |                   |
| 8                                                                         | Олујни ветар       | 17,2 – 20,7 m/s | 18 – 25 стопа       | Умерено високи таласи велике дужине, кресте таласа се ломе кружно, ветар носи пену      | Ветар ломи гране на дрвећу                               |                  |                   |
| 9                                                                         | Јак олујни ветар   | 75 – 88 km/h    | 7 – 10 m            | Високи таласи, густе пруге пене низ ветар, смањена видљивост                            | Настају лака оштећења на зградама                        |                  |                   |
| 9                                                                         | Јак олујни ветар   | 47 – 54 mph     | 7 – 10 m            | Високи таласи, густе пруге пене низ ветар, смањена видљивост                            | Настају лака оштећења на зградама                        |                  |                   |
| 9                                                                         | Јак олујни ветар   | 41 – 47 чворова | 23 – 32 стопе       | Високи таласи, густе пруге пене низ ветар, смањена видљивост                            | Настају лака оштећења на зградама                        |                  |                   |
| 9                                                                         | Јак олујни ветар   | 20,8 – 24,4 m/s | 23 – 32 стопе       | Високи таласи, густе пруге пене низ ветар, смањена видљивост                            | Настају лака оштећења на зградама                        |                  |                   |
| 10                                                                        | Оркански ветар     | 89 – 102 km/h   | 9 – 12,5 m          | Врло високи таласи са великим висећим крестама, скоро цела површина је бела             | Велике штете на зградама, чупа дрвеће из земље           |                  |                   |
| 10                                                                        | Оркански ветар     | 55 – 63 mph     | 9 – 12,5 m          | Врло високи таласи са великим висећим крестама, скоро цела површина је бела             | Велике штете на зградама, чупа дрвеће из земље           |                  |                   |
| 10                                                                        | Оркански ветар     | 48 – 55 чворова | 29 – 41 стопу       | Врло високи таласи са великим висећим крестама, скоро цела површина је бела             | Велике штете на зградама, чупа дрвеће из земље           |                  |                   |
| 10                                                                        | Оркански ветар     | 24,5 – 28,4 m/s | 29 – 41 стопу       | Врло високи таласи са великим висећим крестама, скоро цела површина је бела             | Велике штете на зградама, чупа дрвеће из земље           |                  |                   |
| 11                                                                        | Јак оркански ветар | 103 – 117 km/h  | 11,5 – 16 m         | Изузетно високи таласи, сва површина бела од пене, видљивост јако смањена               | Велика разарања                                          |                  |                   |
| 11                                                                        | Јак оркански ветар | 64 – 72 mph     | 11,5 – 16 m         | Изузетно високи таласи, сва површина бела од пене, видљивост јако смањена               | Велика разарања                                          |                  |                   |
| 11                                                                        | Јак оркански ветар | 56 – 63 чвора   | 37 – 52 стопе       | Изузетно високи таласи, сва површина бела од пене, видљивост јако смањена               | Велика разарања                                          |                  |                   |
| 11                                                                        | Јак оркански ветар | 28,5 – 32,6 m/s | 37 – 52 стопе       | Изузетно високи таласи, сва површина бела од пене, видљивост јако смањена               | Велика разарања                                          |                  |                   |
| 12                                                                        | Оркан              | ≥ 118 km/h      | ≥ 14 m              | Ваздух је испуњен капљицама воде и пеном, цела површина је бела, јако је мала видљивост | Катастрофална разарања                                   |                  |                   |
| 12                                                                        | Оркан              | ≥ 73 mph        | ≥ 14 m              | Ваздух је испуњен капљицама воде и пеном, цела површина је бела, јако је мала видљивост | Катастрофална разарања                                   |                  |                   |
| 12                                                                        | Оркан              | ≥ 64 чвора      | ≥ 46 стопе          | Ваздух је испуњен капљицама воде и пеном, цела површина је бела, јако је мала видљивост | Катастрофална разарања                                   |                  |                   |
| 12                                                                        | Оркан              | ≥ 32,7 m/s      | ≥ 46 стопе          | Ваздух је испуњен капљицама воде и пеном, цела површина је бела, јако је мала видљивост | Катастрофална разарања                                   |                  |                   |
| Izvori: Met Office, Royal Meteorological Society, Encyclopædia Britannica |                    |                 |                     |                                                                                         |                                                          |                  |                   |

Бофорова скала је прихваћена за међународну употребу 1874. године. Као јединица за брзину ветра употребљавала се у поморству. Бофорова скала је 1946. проширена с 12 на 17 ступњева. Ступњеви 13 - 17 се користе само у посебним случајевима, као на пример код тропских циклона. Данас се проширена лествица користи само у Кини и на Тајвану, а Светска метеоролошка организација и даље дефинише скалу с 12 ступњева и не даје препоруке за проширену скалу. Скала се данас у метеорологији ретко употребљава.
Горња табела одговара брзини ветра по Бофоровој скали из 1946. године која је дефинисана по емпиријској формули:
v = 0.836 Bf3/2 m/s
где је v брзина ветра 10m изнад површине мора и Bf број из Бофорове скале. Ово су заправо централне вредности за брзину ветра, па ветар вихорне јачине има опсег од 28,4m/s до 32,7m/s. У "Приручнику поморских метеоролошких служби" дате су и ове вредности. Тако ветар орканске јачине има минимум 32,7m/s или 118km/h.